# 勒爾河
51°26′3.88″N 7°59′26.81″E / 51.4344111°N 7.9907806°E

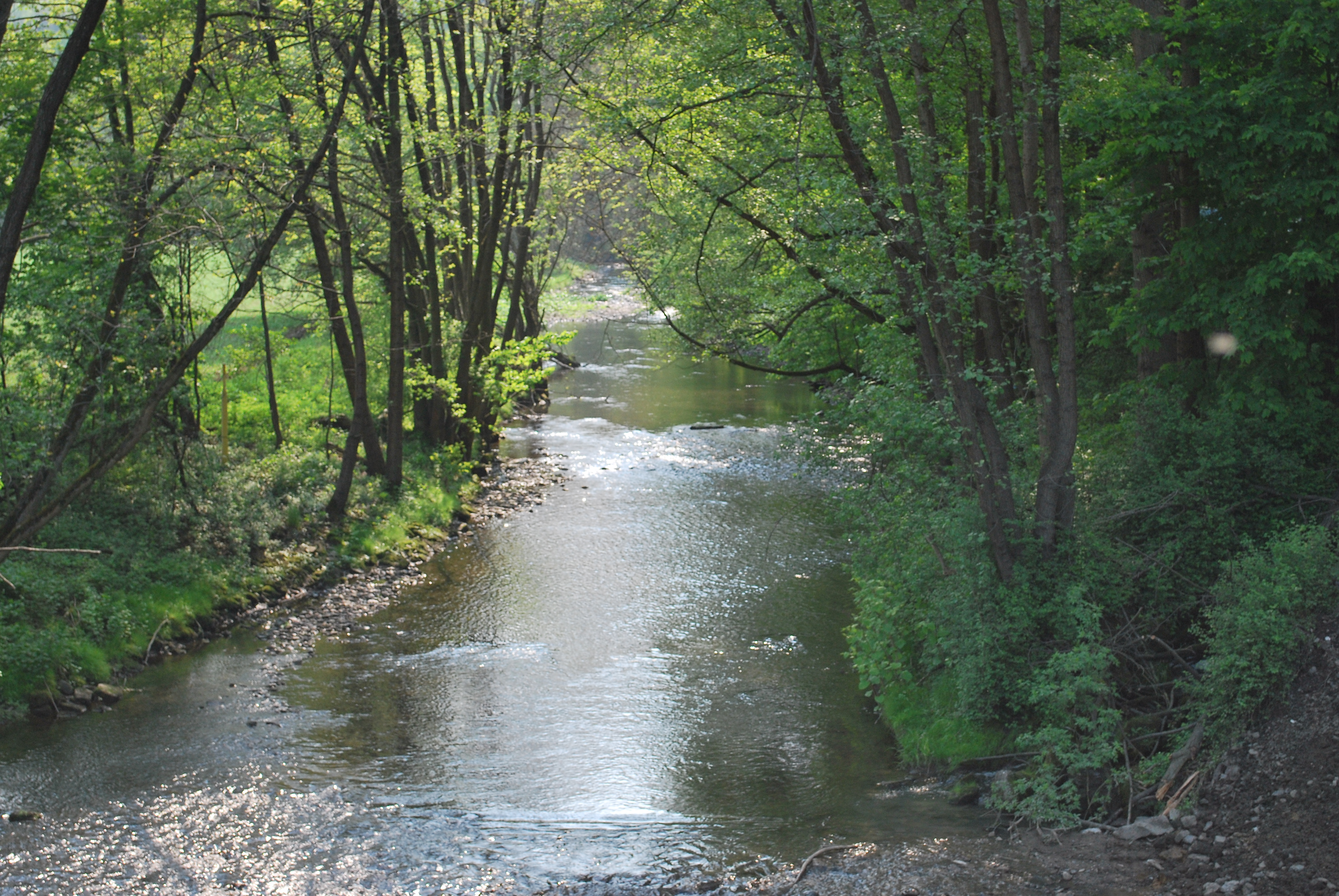

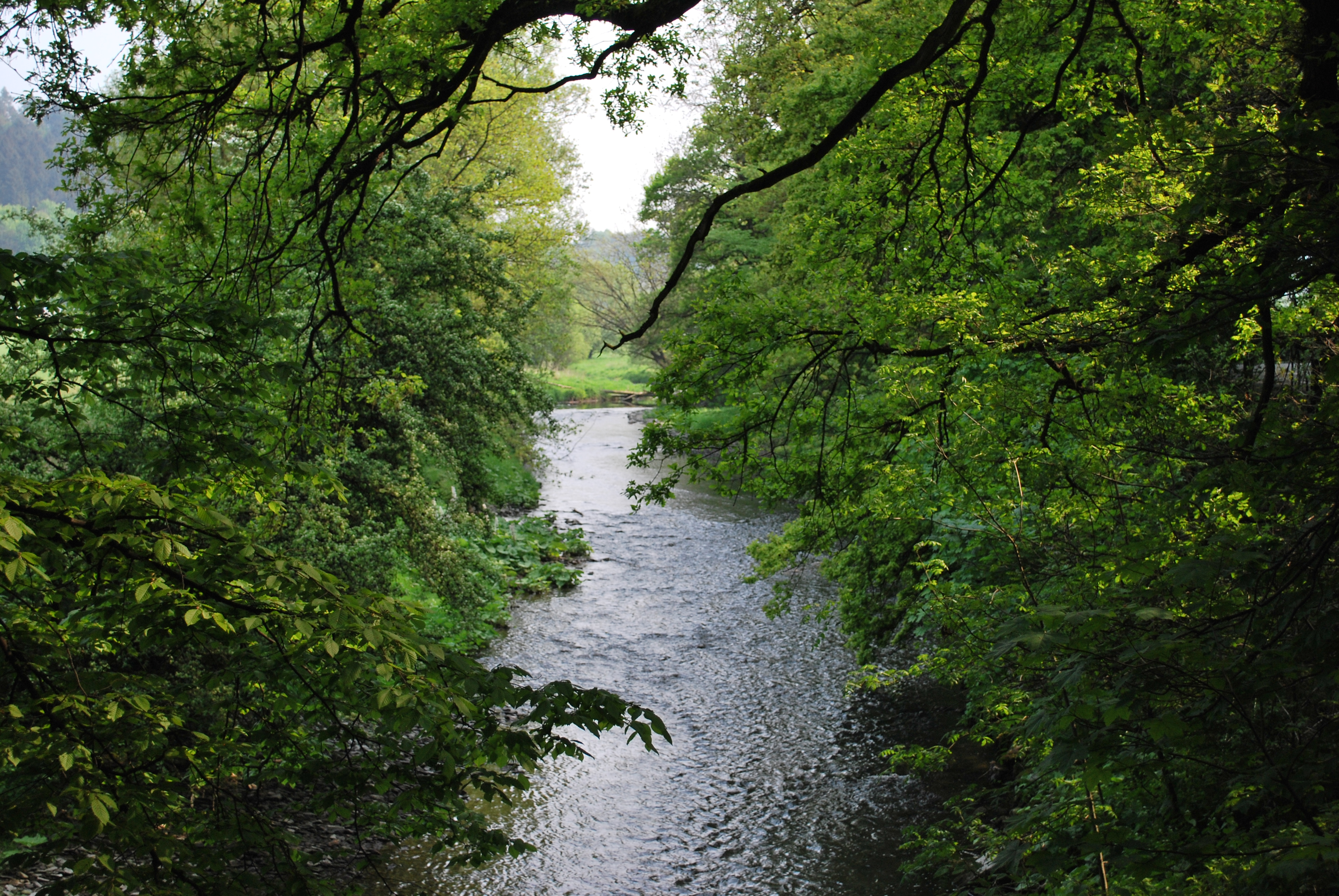

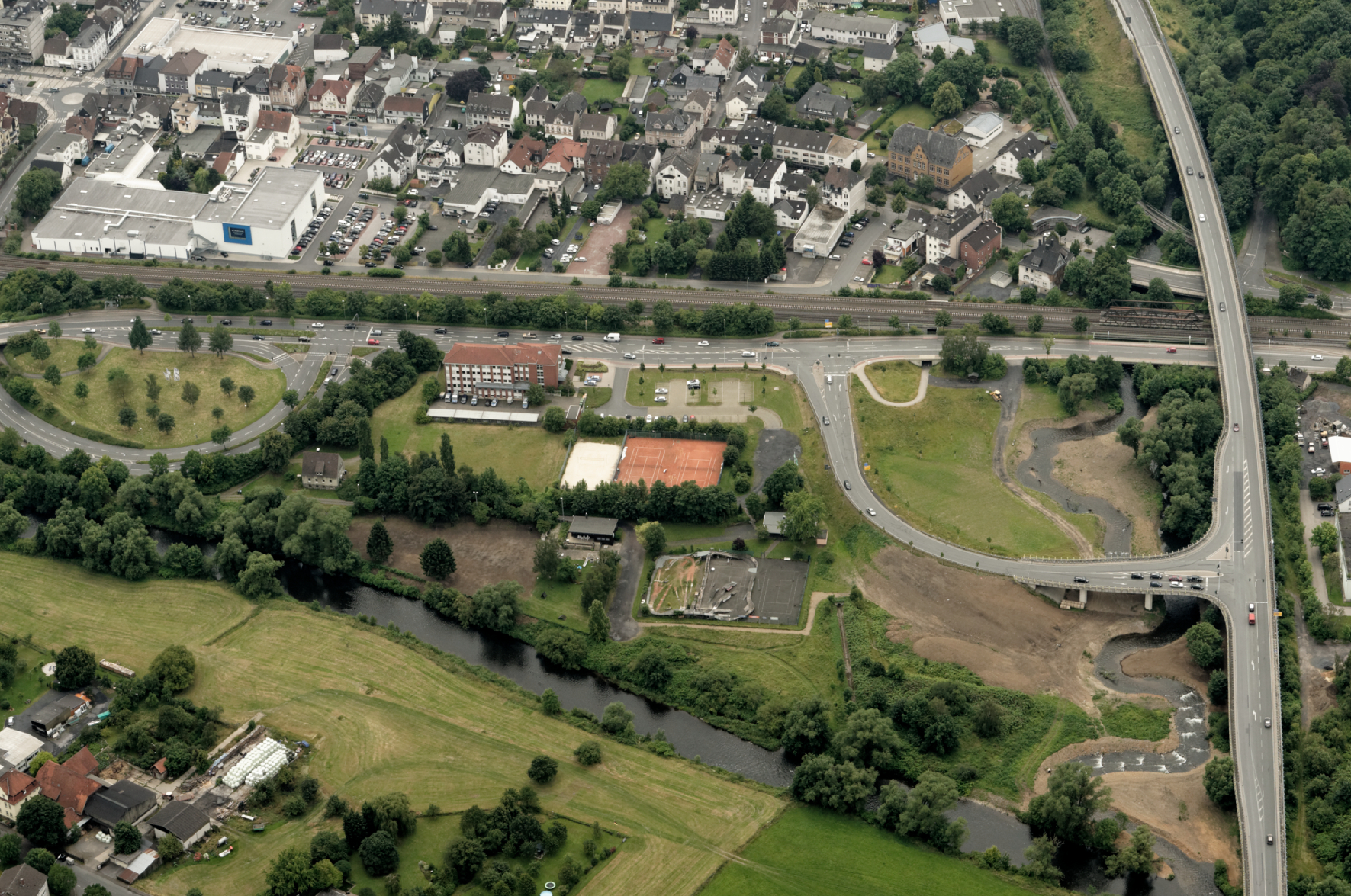

勒爾河（德語：Röhr），是德國的河流，位於該國西部，處於北萊茵-威斯特法倫州，屬於魯爾河的左支流，河道全長29公里，流域面積203平方公里，發源自孫登。